# Dějiny Slovenska

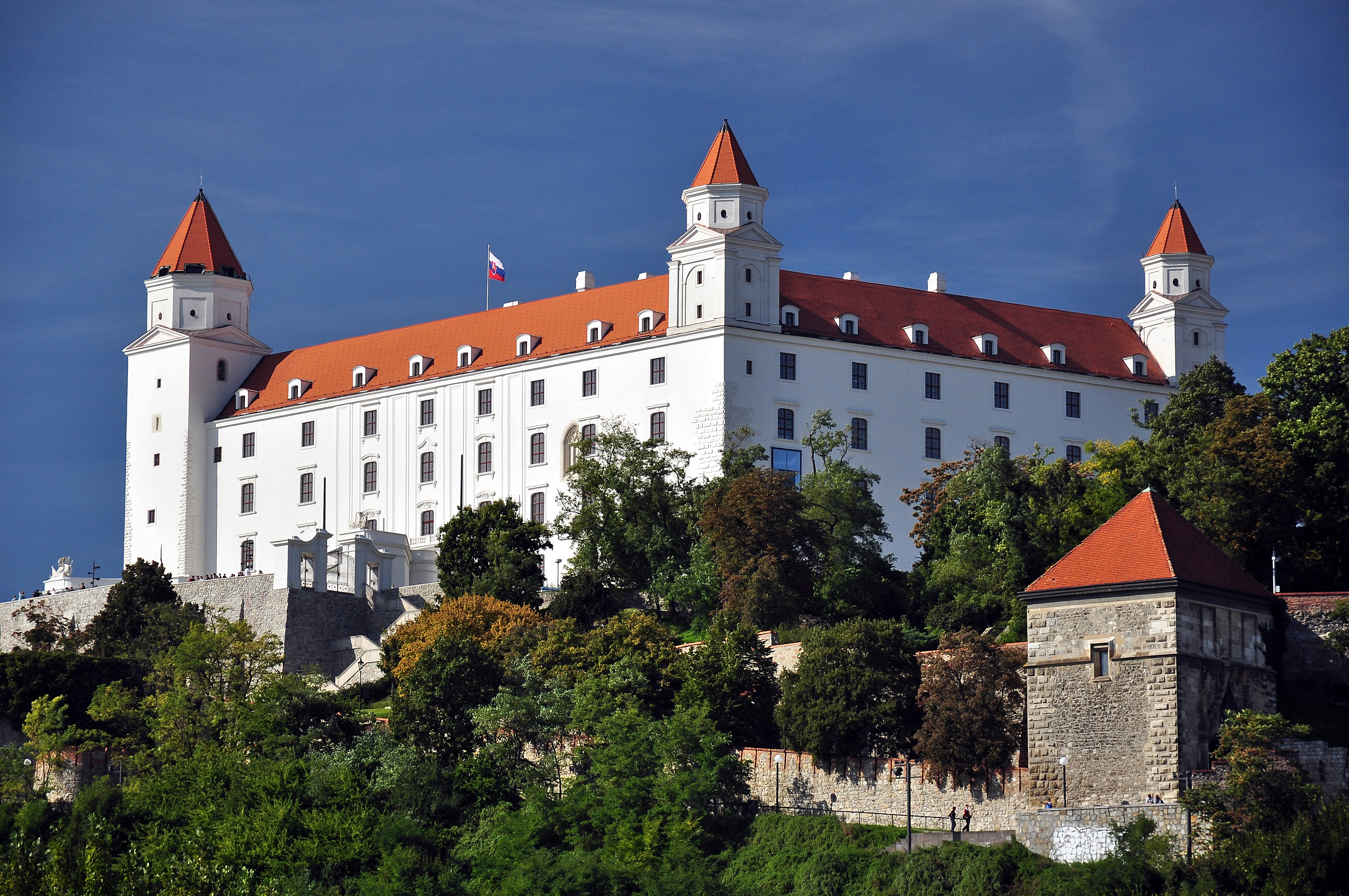
Bratislavský hrad, který je jedním z hlavních symbolů Bratislavy i celého Slovenska, představuje důležité místo slovenských dějin.

Dějiny Slovenska zahrnují nejen historii dnešní Slovenské republiky, ale též států, které se na jejím území rozkládaly v minulosti. Nejstarší lidské osídlení bývá na Slovensku kladeno do období před zhruba 250 000 lety. První doklady o přítomnosti homo sapiens sapiens jsou na slovenském území z období mladého paleolitu, tedy přibližně z let 40 000 až 13 000 př. n. l.. Prvním známým a písemnými prameny doloženým národem, který osídlil území Slovenska, byli Keltové, kteří ve druhé polovině 4. století př. n. l. obsadili oblast Panonské pánve a osídlili i dnešní jihozápadní Slovensko. Na přelomu 2. a 1. století př. n. l. pak tuto oblast obsazovaly germánské kmeny. Germáni se i na území Slovenska střetávali s Římskou říší, jejíž hranice známá jako Limes Romanus zde kopírovala tok Dunaje. Během stěhování národů se na Slovensku na určitou dobu usadily též kmeny Svébů, Hunů, Ostrogótů, Langobardů, Gepidů a od druhé poloviny 5. století se zde dominantním etnikem stali Slované.
Státními útvary Slovanů, jež existovaly na území Slovenska, byly Sámova říše, Nitranské knížectví a Velkomoravská říše. Po příchodu Maďarů, kteří na přelomu 9. a 10. století rozvrátili Velkomoravskou říši, bylo území Slovenska přičleněno do nově vzniklého Uherského království. Součástí Uher byla oblast dnešního Slovenska, někdy označovaná jako tzv. Horní Uhry, až do roku 1918. Strategický význam získala země po porážce uherského a českého krále Ludvíka Jagellonského v bitvě u Moháče, po níž Osmanská říše okupovala většinu uherského státu. Na uherský trůn nastoupili Habsburci, načež byla obrana zbytku tzv. Královských Uher zkonsolidována právě na Slovensku. Hlavním městem uherského království se tehdy stala Bratislava.
Od přelomu 18. a 19. století došlo k procesu formování moderního slovenského národa, přičemž tento proces bývá označován jako Slovenské národní obrození. O kodifikaci spisovné slovenštiny bylo na schůzce předních slovenských obrozenců rozhodnuto v roce 1843. Po porážce v první světové válce a následném rozpadu Rakousko-Uherska, se Slovensko stalo součástí nově vzniklé Československé republiky. Národnostní problémy První republiky spolu s agresí nacistického Německa však vedly na konci 30. let 20. století k rozbití Československa, načež na Slovensku vznikla Slovenská republika. Po porážce nacistů došlo k obnovení Československa, jehož součástí bylo Slovensko až do roku 1993. Po sametové revoluci a pádu zdejšího komunistického režimu v roce 1989 došlo v roce 1993 k rozdělení Československa na Českou a Slovenskou republiku. Samostatné Slovensko se v roce 2004 stalo součástí Evropské unie a Severoatlantické aliance.

## Před příchodem Slovanů

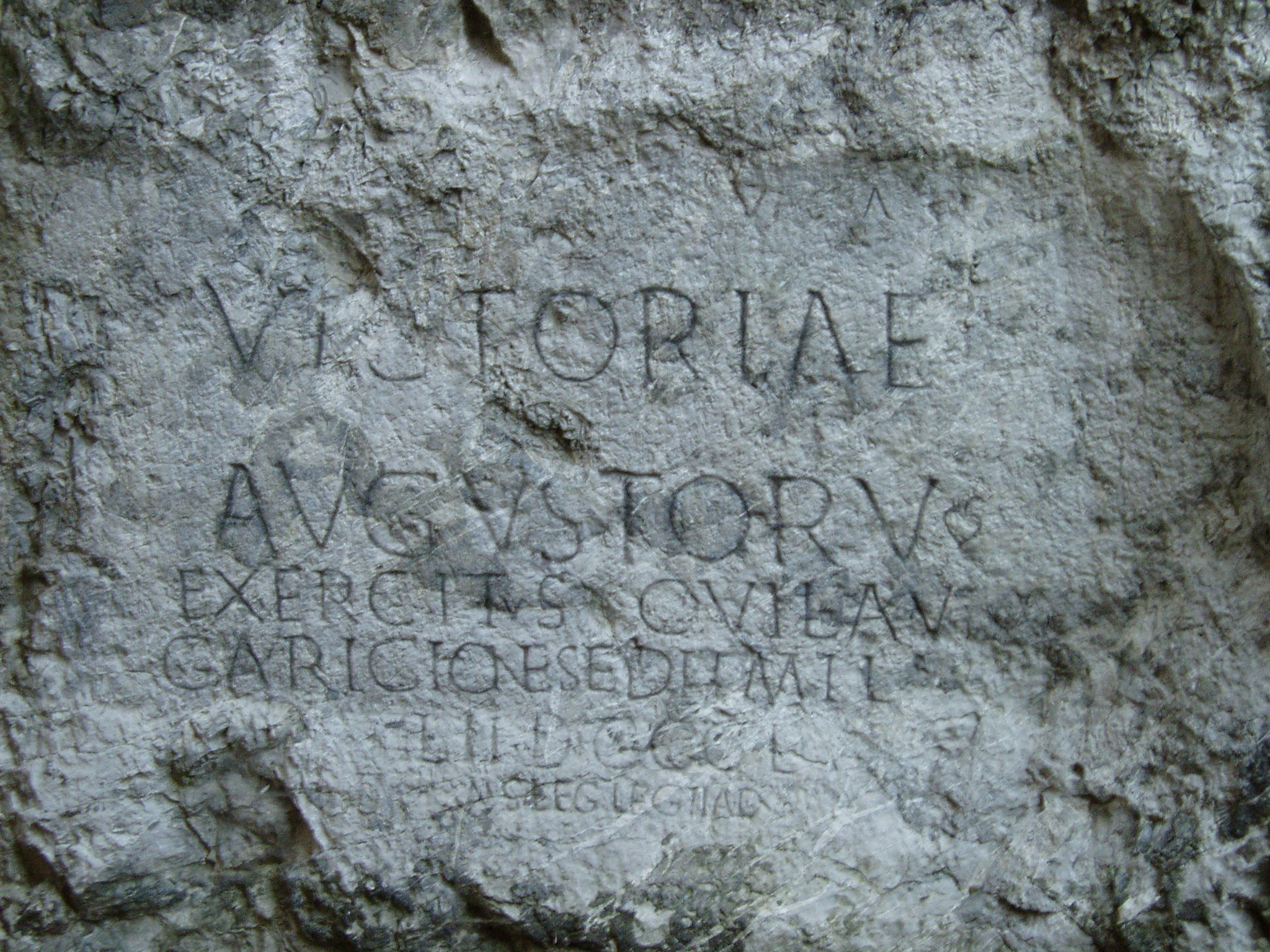
Nápis na hradní skále v Trenčíne

Území mezi Dunajem a nížinami kolem řek Ipeľ a Tisa na jihu, ohraničené karpatskými průsmyky na východě, hřbetem Karpat na severu, Tatry táhnoucí se až k západu a přecházející do Bílých a Malých Karpat na západě a snižující se v záhorskou nížinu a tzv. bratislavskou branu v bralem, na kterém stálo starobylé hradiště nad soutokem Moravy a Dunaje, to je území dnešního Slovenska. Soudobá mapa jenom zdůrazňuje celistvost území, na kterém se vždy rozvíjel život v lůně přírody, s hojnými údolími a vrchy, nížinami a břehy řek.
První písemná památka na území Slovenska pochází z dob Římské říše v roce 179–180 n. l. kdy byl vytesán do skály na místě dnešního města Trenčín latinský nápis. Pochází z doby, kdy syn Marka Aurelia Commodus vedl trestní výpravu proti Germánům a po jejich porážce s nimi uzavřel příměří. Patrně někde v okolí nápisu (není přesně archeologicky zjištěno kde) stávalo dříve vojenské středisko nebo římský kastel. Kolem roku 179 n. l. zde přezimovala II. římská legie, která právě zvítězila nad barbary a na počest vítězství byl vytesán latinský nápis:
- Podoba nápisu podle verze z roku 1976:

Victoriae Augustoru(m) exercitus, qui Laugaricione sedit, mil(ites) l(egionis) II DCCCLV (.....) ian.s leg(atus) leg(ionis) f(aciendum?)
- Verze z 90. let 20. stol.:

VICTORIAE AVGVSTORV(m)EXERCITVS QVI LAV GARICIONE SEDIT MIL(ites) L(egionis) II DCCCLV [(Marcus Valerius) MAXIMI]AN(u)S LEG(atus) LEG(ionis) II AD(iutricis) CVR(avit) F(aciendum)
- Český překlad:

Na oslavu vítězství Augustů, v Laugariciu, od 855 vojáků II. legie. Nápis dal pořídit (......)ian(.)s, legát legie II. pomocné. 
Jméno legáta je nečitelné, rozeznatelná jsou jen písmena "IAN S", zbytek jména je zcela nečitelný. V roce 1956 se jméno podařilo rozluštit při archeologickém výzkumu v lokalitě Zana v Alžírsku, kde stávalo římské Diana Veteranorum, Numidie (dnes tedy Zana, Alžír). Zde byl objeven pomník s nápisem, který vyjmenovával všechny hodnosti jistého hrdiny markomanských válek. Jeho jméno znělo Marcus Valerius Maximianus, přesněji:
M(arco) Valerio Maximiano M(arci) Valeri Maximiani quinq(uennalis) s[ac(erdotalis)] / f(ilio) pont(ifici) col(oniae) Poetovionens(ium) equo p(ublico) praef(ecto) coh(ortis) I Thrac(um) trib(uno) coh(ortis) I (H)am(iorum) / civium R(omanorum) praep(osito) orae gentium Ponti Polemoniani don(is) don(ato) bel/lo Phart(ico)(!) allecto ab Imp(eratore) M(arco) Antonino Aug(usto) et misso in procinctu / Germanic(ae) exped(itionis) ad deducend(a) per Danuvium quae in annonam Panno(niae) / utriusq(ue) exercit(uum) denavigarent praepos(ito) vexillation(um) clas(sium) praetor(iarum) / Misenatis item Ravennatis item clas(sis) Brittanic(ae) item equit(um) Afror(um) et Mauror(um) / elector(um) ad curam explorationis Pannoniae praef(ecto) al(ae) I Aravacor(um) in procinc/tu Germanico ab Imp(eratore) Antonino Aug(usto) coram laudato et equo et phaleris / et armis donato quod manu sua ducem Naristarum Valaonem / interemisset et in eade(m) ala quartae militiae honor(em) adepto praef(ecto) al(ae) / contar(iorum) don(is) don(ato) bello Ger(manico) Sar(matico) praep(osito) equitib(us) gent(ium) Marcomannor(um) Narist(arum) / Quador(um) ad vindictam Orientalis motus pergentium honor(e) centenariae dig/nitatis aucto salario adeptus procurationem Moesiae inferioris / eodem in tempore praeposito vexillationibus et at(!) detrahen/dam Briseorum latronum manum in confinio Macedon(iae) et Thrac(iae) / ab imp(eratore) misso proc(uratori) Moesiae super(ioris) proc(uratori) prov(inciae) Daciae Porolis/sensis a sacratissimis impp(eratoribus) in amplissimum ordinem inter prae/torios allecto et mox leg(ato) leg(ionis) I adiut(ricis) item leg(ato) leg(ionis) II adiu(tricis) praep(osito) vexil(lationum) / Leugaricione hiemantium item leg(ato) leg(ionis) / V Mac(edonicae) item leg(ato) leg(ionis) I Italic(ae) item leg(ato) leg(ionis) / XIII gem(inae) item leg(ato) Aug(usti) pr(o) pr(aetore) [[[leg(ionis) III Aug(ustae)]]] don(is) don(ato) a nobilissimo / [[[principe M(arco) Aurelio Commodo Aug(usto)]]] expeditione secunda Ger(manica) / splendidissimus ordo Dian[ensium veteran(orum)] aere conlato
Důležitá je část nápisu ze Zany se slovy: ... leg(ato) leg(ionis) II adiu(tricis) praep(osito) vexil(lationum) / Leugaricione ... (česky: ... legátovi druhé legie Adiutrix, veliteli vexilace která přezimovala v Leugariciu ...)
Existují již dva nápisy vztahující se k vexilaci pod trenčínskou skálou. Přesné místo, kde se legie a její tábor nalézal, se nepodařilo dodnes přesně určit. Podle řeckého historika Cassia Diona, se v závěrečné fázi markomanských válek pohybovalo na územích Markomanů a Kvádů velké množství římských vojáků. Kromě tábora v Mušově, byl nedávno objeven také pozůstatek krátkodobého tábora v Olomouci-Neředíně.
Římské válečné pevnosti tehdy stály na březích Dunaje při Iži a Komárně. Germáni se v té době postupně romanizovali. Jejich šlechta ochotně spolupracovala s Římany. Za vlády Valentiána, byla hranice Limes Romanus na středním Dunaji a v důsledku germánského nebezpečí byla intenzívně přestavována a zesílena.
Nápis byl na skále objeven již v 16. století, ale pro nepřístupný těžký terén nebyl pečlivě prozkoumán. Až kanovník a děkan Ludvík Stárek z Trenčína se neúspěšně snažil o jeho rozluštění. Přesto se jeho nepodařený překlad dostal do rukou Theodora Mommsena, autora díla Corpus Inscriptionum Latinarum (zkráceně CIL). Mommsen dílo označil jako falzum. Maďarský archeolog Joseph Hampel nechal pořídit sádrové odlitky, jelikož se snad domníval, že nápis by mohl být pravý. Epigraf Mommsen nápis poté znovu zkoumal podle sádrových odlitků a změnil názor. Dokonce se přijel na nápis podívat osobně. Roku 1902 byl již nápis z trenčínské skály správně zahrnut do nového vydání Mommsenovy latinské epigrafie: Corpus Inscriptionum Latinarum.
Další teorie: Na základě podobnosti slov Laugaricio a Leukaristos, což byla obchodní osada z díla Geografia řeckého geografa Klaudia Ptolemaia, se docházelo někdy k závěru, že se jedná o stejné místo. Tento závěr se nedá zcela spolehlivě vyloučit. Je pravděpodobnější, že Leukaristos ležel severněji (pravděpodobně někde v Polsku).

## Období stěhování národů na Slovensku
Koncem 4. století se již Řím nacházel v hlubokém úpadku. Právě se rozbíhal řetězec událostí, nám známý jako stěhování národů. Veliká část původního obyvatelstva ze země buď odešla nebo podlehla v boji s novými národy. Územím Slovenska tehdy táhly mnohé kmeny, kupříkladu Vizigóti, Ostrogóti nebo Langobardi a Gepidové. Všechny tyto národy se daly do pohybu v důsledku útoku kočovného národa Hunů, kteří si vytvořili předpolí v oblasti Potisí a Dunaje a podnikali nájezdy po celé Evropě a do Římské říše.

## Příchod Slovanů
Slované přicházeli na území dnešního Slovenska již v 5. století z oblastí mezi Dněprem a Vislou karpatskými průsmyky. Základem společenského zřízení slovanských kmenů v 5.–8. století byl patriarchální rod, který spravoval volený stařešina. Rody se spájely do kmenů. Na čele kmenů stáli náčelníci, volili je rodoví stařešinové. Slované se po příchodu střetli se zbytky římsko-provinciální kultury. Vývoj přerušil vpád nomádských Avarů do Podunajské nížiny od roku 568, kteří stavěli kruhové zemní opevnění a žili z válečné kořisti. Sousedství a nadvláda nomádských Avarů donutila Slovany organizovat obranu kmenových svazů Slovanů a s pomocí franského kupce Sáma, kterého zvolili do čela kmenového svazu, odolávali útokům Avarů i franského krále Dagoberta. Sámova říše trvala pouze 35 let 623–658, ale nabyla významu jako první územní zřízení Slovanů na území dnešního Slovenska s vojevůdcem v čele. Po smrti Sáma se kmenový svaz rozpadl a do 8. století byly jednotlivé kmeny pod nadvládou Avarů, které v roce 791 franský král Karel Veliký porazil. Karel Veliký usadil Avary po porážce kolem Vídeňského lesa, aby je Slované nevyhubili. Boje s Avary i Franskou říší posilnily společenské postavení náčelníků i stařešinů, vznikaly válečné družiny s velmoži v čele. Nejmocnější z velmožů se stávali knížaty a kníže již jako feudální vládce považoval kmenové vlastnictví půdy za své vlastnictví knížecího rodu.

## Velkomoravská říše

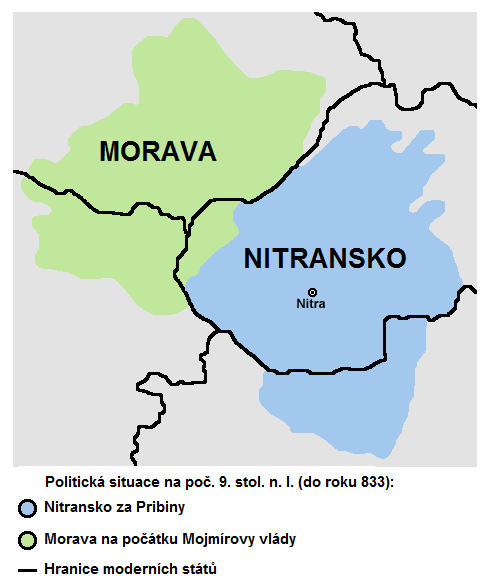

Na území, kde pokročil rozpad kmenových vztahů, vytvořili Slované knížectví. V roce 833 se vojensky i politicky spojilo Moravské knížectví, pravděpodobně s centrem v jihomoravských Mikulčicích, sídle knížete Mojmíra,[zdroj?] a Nitranské se střediskem v Nitře na jihozápadě dnešního Slovenska, kde sídlil kníže Pribina, do jednoho státního celku, nazývaného později Velká Morava byzantským učencem a císařem Konstantinem VII. Porfyrogenetem.
Došlo k rozvoji jak hospodářskému tak i kulturnímu, významný byl příchod věrozvěstů Konstantina a Metoděje v roce 863 a zavedení písma hlaholice. Území dnešního Slovenska patřilo spolu s dnešní Moravou k jádru říše, ke které patřily i oblasti obývané Čechy na západě, Lužickými Srby na severozápadě, Vislany na severu, Slovany v Panonii na jihu až po Bulharskou říši na jihozápadě. Největší rozmach Velkomoravské říše byl zaznamenám v letech 870–894 za vlády Svatopluka, kdy římský papež Jan VIII. v bule Industriae tuae udělil vládci Svatoplukovi v jeho Regnum Svanteborg, tedy přeloženo království Svatoplukově v roce 880 církevní samostatnost a zřídil první slovanskou arcidiecézi. Zároveň byla v Nitře zřízena diecéze.
Po vpádech kočujících kmenů od jihu do Karpatské kotliny docházelo k bitkám s nájezdníky, kteří se ve výbojích dostávali až do Franské říše, a proto se stávala velkomoravská a franská vojska spojenci proti nájezdníkům.
V roce 906 došlo mezi maďarskými a velkomoravskými vojsky k velké bitvě, kterou pravděpodobně ještě kníže Mojmír II. dokázal vyhrát a Maďary na krátkou dobu zahnat zpět.[zdroj?] Hned v roce 907 se v místech u dnešní Bratislavy strhla bitva mezi Bavory a Maďary, ve které se už účast Mojmíra II. ani Moravanů nezmiňuje. Proto se datuje zánik Velkomoravské říše rokem 907, i když pravděpodobně se Velkomoravská říše rozpadala celé 10. století.[zdroj?]
Na území Panonie a rovině kolem řek Dunaj a Tisa se postupně usazovali Maďaři. Tři[zdroj?] kočovné kmeny, ze kterých zůstalo jedno z názvosloví jako Maďaři, vedly dobyvatelské výpravy a jenom postupně pod vlivem slovanského obyvatelstva s vyšší zemědělskou kulturou se začali usazovat a přijali křesťanskou víru.

## Uherské království
které rozebírá dějiny Uherska z pohledu maďarské historie
- Uhersko začátkem vlády Štefana I. (r.1001):

Z území bývalého Nitranského knížectví se vytvořilo knížectví pro mladší členy vládnoucí dynastie Arpádovců – mělo vlastní dvůr, vojsko, mince, nezávislou zahraniční politiku. V rozmezí let 1001 až 1018 se území dnešního Slovenska stalo součástí polského záboru.
Prvním papežem uznaným panovníkem Uherska se stává Štěpán I.(česky), Štefan I. (slovensky) István I. (maďarsky). Oporu a vojenskou podporu proti pohanským povstáním nachází právě na území Slovenska, které získal zpět a stalo se strategickým územím v době vnitřních bojů o trůn po jeho smrti. Na počátku 12. století knížectví skončilo a zformovaly se budoucí hranice Uherského království.

### Období tatarského vpádu do Uherska (1240–1242)
V roce 1240 byla vladařem Zlaté hordy Bátú chánem poražena a rozvrácena Kyjevská Rus. To otevřelo cestu tatarským hordám na západ a vtrhly do Volyně, Haliče i na hranice Uherského království. Král Béla IV. obdržel ultimátum Čingischánova nástupce, prince Gujuka, ale nereagoval dostatečně rychle a na jaře 1241 byl poražen v bitvě na řece Sajó (Slaná) a Tataři přes Verecký průsmyk (tzv. Ruskou branou) vtrhli do Uherska a pustošili jej. Nepustili se dál na západ, jak se očekávalo, ale pustošili Pováží, Moravu, roviny na jih od Ostřihomi. Po ohlášení smrti Bátúchána roku 1242 v srdci tatarské říše se přední válečníci obrátili náhle zpět, aby se ucházeli o uprázdněný trůn a zůstala jenom spálená země a strach z jejich návratu.
Uherský král Béla IV. po porážce utekl do Chorvatska, opustil svou zemi bez vládců (množství urozených pánů zahynulo v bitvě u řeky Slaná u Košic) a proto přizval převážně německou šlechtu a bohaté velmože do Uherského království a daroval jim zpustlé majetky. Protože se při tatarských nájezdech osvědčily kamenné hrady na vyvýšených bralech, nechal král vybudovat řadu nových hradů. Tak se přebudovávaly hrady v Bratislavě, Trenčíně, rozšiřoval se Spišský hrad, nově vznikali hrady Starhrad na Liptově, Oravský hrad, Hričovský hrad, hrad Šášov, Reviště na středním Slovensku, hrad Šariš na východním Slovensku. Poddaní se bouřili a král Béla IV. musel pro jejich udržení na majetcích vydat 12.6.1257 listinu, uvolňující poddané Liptova a Turce z placení daní nejméně na období tří žní.
Mnohé oblasti Slovenska zpustly, některé oblasti byly z iniciativy krále kolonizovány, a to Němci. Důležitá úloha připadla báňským městům (Banská Štiavnica, Banská Bystrica, Kremnica) – těžily se zde vzácné kovy a razily mince.
Po vymření Arpádovců a epizodické vládě Václava III. následovala vláda Karla Roberta z Anjou a jeho syna Ludvíka Velikého, která přinesla stabilitu, prosperitu, podporu měst; Slovensko se stalo nejvíce urbanizovanou částí Uherska.

### Moc a vláda palatína Matúša Čáka Trenčanského na území Slovenska

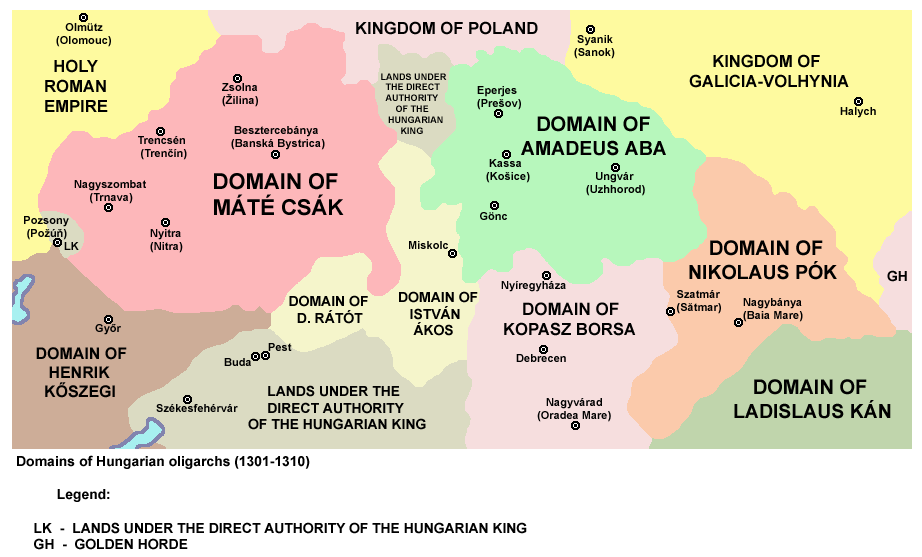

Koncem 13. století vládl na značné části území Uherska mocný oligarcha Matúš Čák Trenčanský – pán Váhu a Tater. Za jeho bojové zásluhy jej král jmenoval palatínem, tedy nejvyšším úředníkem po panovníkovi a svým zástupcem v době královy nepřítomnosti. Po smrti krále Uherska Ondřeje III. v roce 1301 podporoval nástupnictví českého prince Václava a pomáhal porazit jeho protikandidáta Karla Roberta z Anjou. I když se mu to nepovedlo, byl tak mocný, že se udržel ve svém hradu Trenčín a vládl neomezeně prakticky celému území Slovenska, celému Trenčínskému a Nitranskému panství, které držel až do své přirozené smrti v roce 1321.
Za vlády Zikmunda Lucemburského a husitských válek se území Slovenska stalo jedním z cílů husitských rejs, "spanilých jízd". Husitský hejtman Jan Jiskra z Brandýsa a jeho bratříci v polovině 15. století ovládli území dnešního středního a východního Slovenska. Stabilní byla až vláda krále Matyáše Korvína. Následovalo dokonce založení a krátké působení univerzity v Bratislavě s názvem Academia Istropolitana.
Roku 1490 získal po Korvínově smrti uherskou korunu český král Vladislav II. a po něm jeho syn Ludvík, oba z dynastie Jagellonců. Ústřední vláda byla v Jagellonském období slabá, flegmatik Vladislav byl v Čechách nazývaný "Král dobře", Ludvík se zase stal králem ještě v dětském věku. Na začátku 16. století bylo krvavě potlačeno povstání Juraje Dóži.

### Vpád osmanské turecké armády a 175letá nadvláda Osmanské říše nad částí Uherského království
V bitvě u Moháče 29. srpen 1526 se slabě připravená uherská šlechta pod vedením teprve dvacetiletého uherského a českého krále Ludvíka II.Jagellonského postavila na odpor turecké přesile pod velením Sulejmana I. a byla do dvou hodin rozdrcena. V bitvě padla podstatná část nové uherské šlechty a sám král Ludvík za útěku utonul.
Po porážce u Moháče opanovali na 175 let většinu území Uher včetně hlavního města Budína a prakticky celého dnešního Maďarska osmanští Turci. Na dobytém území vládl krutý útlak, který způsobil zaostávání Uherska za vývojem v Evropě o několik generací. Osmanská říše okupovala i část dnešního jižního Slovenska s nejvýznamnější uherskou pevností Nové Zámky a i většina neobsazené části dnešního slovenského území se stala terčem neustále hrozících tureckých výpadů.
Protože bylo Uherské království neustále terčem tureckých výbojů, byl zřízen úřad a území hlavního kapitána, tedy jedno z velitelství protiturecké obrany, od konce 15. stol. do zač. 18. stol., (částečně i v Sedmihradsku). Hlavní kapitanát, něm. (Grenz)oberhauptmannschaft – „(pohraniční) hlavní kapitanát/(pohraniční) hlavní hejtmanství“ nebo zřídka i název Grenzgeneralat – „pohraniční generální velitelství“; lat. supremus capitaneatus (confiniorum) – "(pohraniční) nejvyšší náčelnictví"; v moderní maďarštině főkapitányság – „hlavní kapitanát“) V některých případech (na jihu) se dělil na menší jednotky tzv. kapitanáty (v něm. Hauptmannschaft nebo zřídka Kapitanat, lat. capitaneatus). Z dnešního hlediska bylo Uherské království i Habsburská monarchie v tom období ve stavu války s Osmanskou říší až do roku 1699.
Dlouho trvající války s Osmanskou říší na delší dobu ukončil v roce 1711 Satmárský mír, kterým byli Osmani definitivně vytlačeni ze Střední Evropy.
Právě období těsně po uzavření tohoto míru bylo dobou největší slávy zbojnického kapitána z Terchové Juraje Jánošíka, který byl popraven v Liptovském Mikuláši v 1713.

## Habsburská monarchie

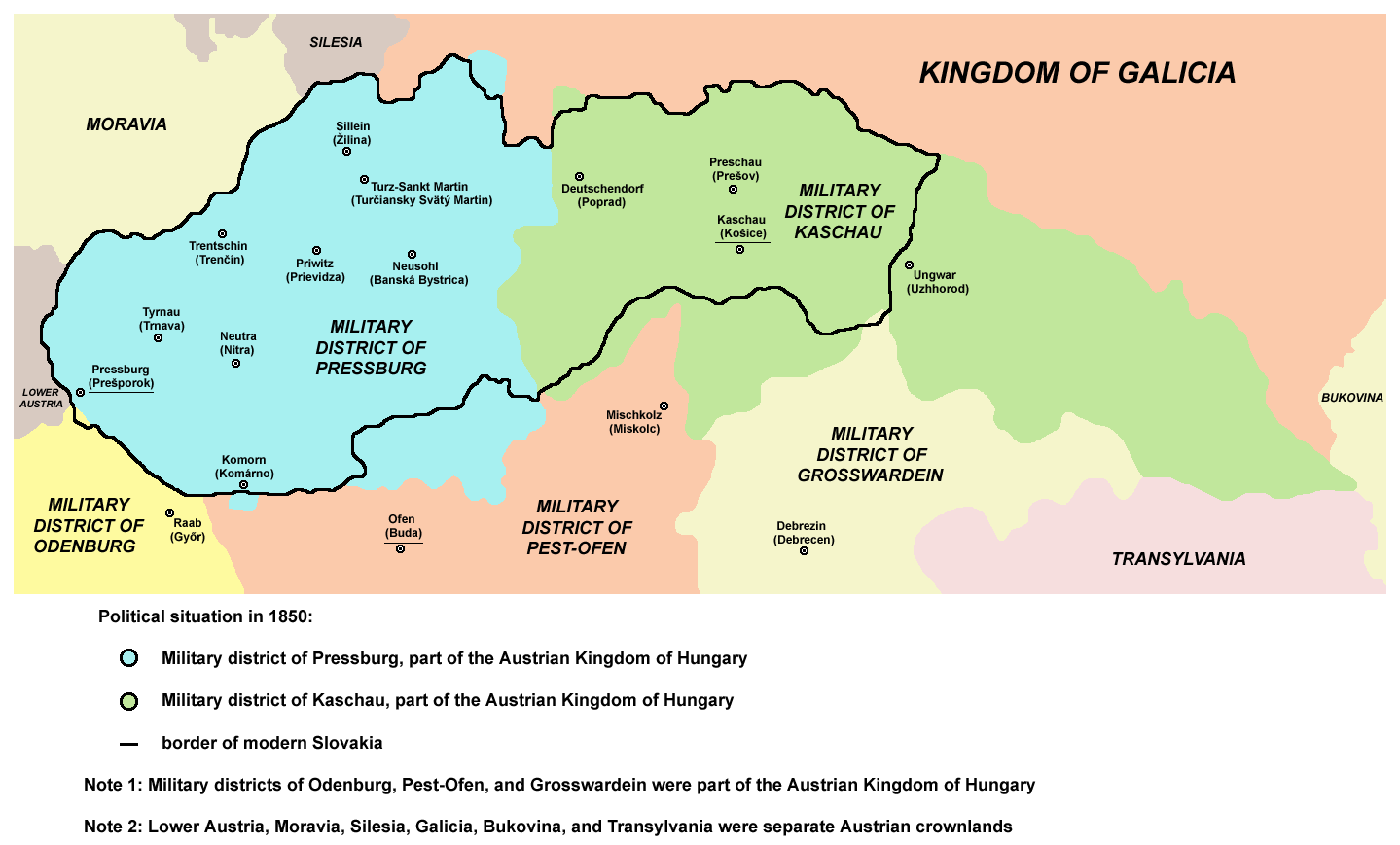

Po smrti mladičkého a bezdětného Ludvíka se o trůn drasticky zmenšeného Uherského království ucházeli Ferdinand I. Habsburský a sedmihradský vévoda Jan Zápolský, kterého většina uherských stavů 10. listopadu 1526 zvolila svým králem. Uherským králem se sice stal i Habsburk, když se nechal svými přívrženci 16. prosince 1526 zvolit v Bratislavě, zdaleka však neměl v Uhrách takovou podporu jako Zápolský. Ten byl podporován i Osmanskou říší. Turci krátce nato dvakrát (v r. 1529 a 1532) napadli Vídeň, ale byli odraženi, přestože v prvním tažení se jim podařilo krátkodobě rakouské hlavní město oblehnout. Ferdinand si kromě titulu uherského krále udržel faktickou vládu v západním Uhersku, v Chorvatsku a na dnešním Slovensku. V Osmany dobyté části Uher vytvořili okupanti Budínský pašalik se sídlem na území dnešní Budapešti, v Sedmihradsku vládl Jan Zápolský.
Uherským i českým králem byl tedy roku 1526 zvolen Ferdinand I. z rodu Habsburků. Díky tomuto úspěchu se notně posílilo postavení jeho dynastie ve střední Evropě a to i přesto, že velkou část Uherska až do podepsání karlovického míru roku 1699 okupovala Osmanská říše.

### Bratislava hlavním městem Uherského království
Bratislava, (německy) Pressburg, (maďarsky) Poszonyi, se roku 1536 stala hlavním městem Uher. Byla také korunovačním městem, v dómu Sv. Martina bylo korunováno 11 uherských králů (včetně Marie Terezie) a 8 královen-manželek. Jako první byl korunován císař Maxmilián II. Habsburský 1563, jako poslední císař Ferdinand I. Dobrotivý 1830. Na bratislavském hradě byla uložena královská koruna, jednal zde i uherský stavovský sněm, z Budína sem byly přesídleny nejvyšší úřady. Hranici mezi znepřáteleným křesťanským a islámským světem tvořila obranná linie na jižním Slovensku skládající se z téměř 70 hradů (Krásna Hôrka, Zvolenský hrad, Červený Kameň) a pevností (Komárno, Leopoldov). Roku 1783 se hlavním městem Uher stal opět Budín.

### Náboženské spory
Poměry v celé Evropě se v té době komplikovaly náboženskými spory. Do Uher se šířila reformace z Čech a Německa, zejména německé obyvatelstvo hornických měst, velká část aristokracie a konečně i venkova přijala luteránství. Vůdčí postavou protestantů v Uhrách se stal palatín Juraj VII. Turzo, ovládající z Bytči po roce 1614 většinu Horních Uher. Habsburkové reformaci nepřijali a již koncem 16. století rozpoutali protireformaci, projevující se různými – často velice krutými – formami násilné rekatolizace.

### Protihabsburská stavovská povstání
Během období pěti protihabsburských stavovských povstání (pod záminkou náboženských a stavovských svobod) byl šlechtickým sněmem v Banské Bystrici zvolen v roce 1620 uherským králem Gabriel Betlen, o půlstoletí později byl šlechtou korunován vůdce čtvrtého povstání Imrich Tököly jako "slovenský král", protože z rodného Kežmarského hradu ovládal celé tehdejší Slovensko, i když se stal spojencem Osmanské říše v roce 1663 a pomáhal Osmanům při obléhání Vídně roku 1683. Po potlačení povstání Leopoldem I. Habsburským vrcholila rekatolizace, poslední povstání vedl šarišský župan František II. Rákóczi a se stotisícovou armádu rolníků ovládl území Slovenska, byl poražen až v 1708.

### Osvícenské reformy a počátky národního obrození
Osvícenecké reformy Marie Terezie a Josefa II. pozdvihly i stále více zaostávající uherskou část monarchie (školství, zdravotnictví, první manufaktury, Báňská a lesní akademie v Banské Štiavnici, toleranční patent, zrušení nevolnictví, zrušení kontemplativních řádů atd.). Začátkem 18. století byl obráncem zájmů slovenského národa v Uhersku Ján Baltazar Magin. Do tohoto období sílící maďarizace připadají počátky slovenského národního obrození, a to v úzkém kontaktu s českým národním hnutím (Anton Bernolák). Koncem 18. století došlo k první kodifikaci slovenštiny. V roce 1792 byl v Trnavě založen spolek Slovenské učené tovarišstvo, který šířil slovenský jazyk a literaturu.

## Rakouské císařství
Obrozenci druhé generace, Kollár a Šafařík, prosazující koncepci slovanské jednoty, byli vystřídáni třetí, tzv. štúrovskou generací. Ta se zasloužila o kodifikaci slovenského jazyka v jeho současné podobě (1843).

### Revoluční roky 1848/1849

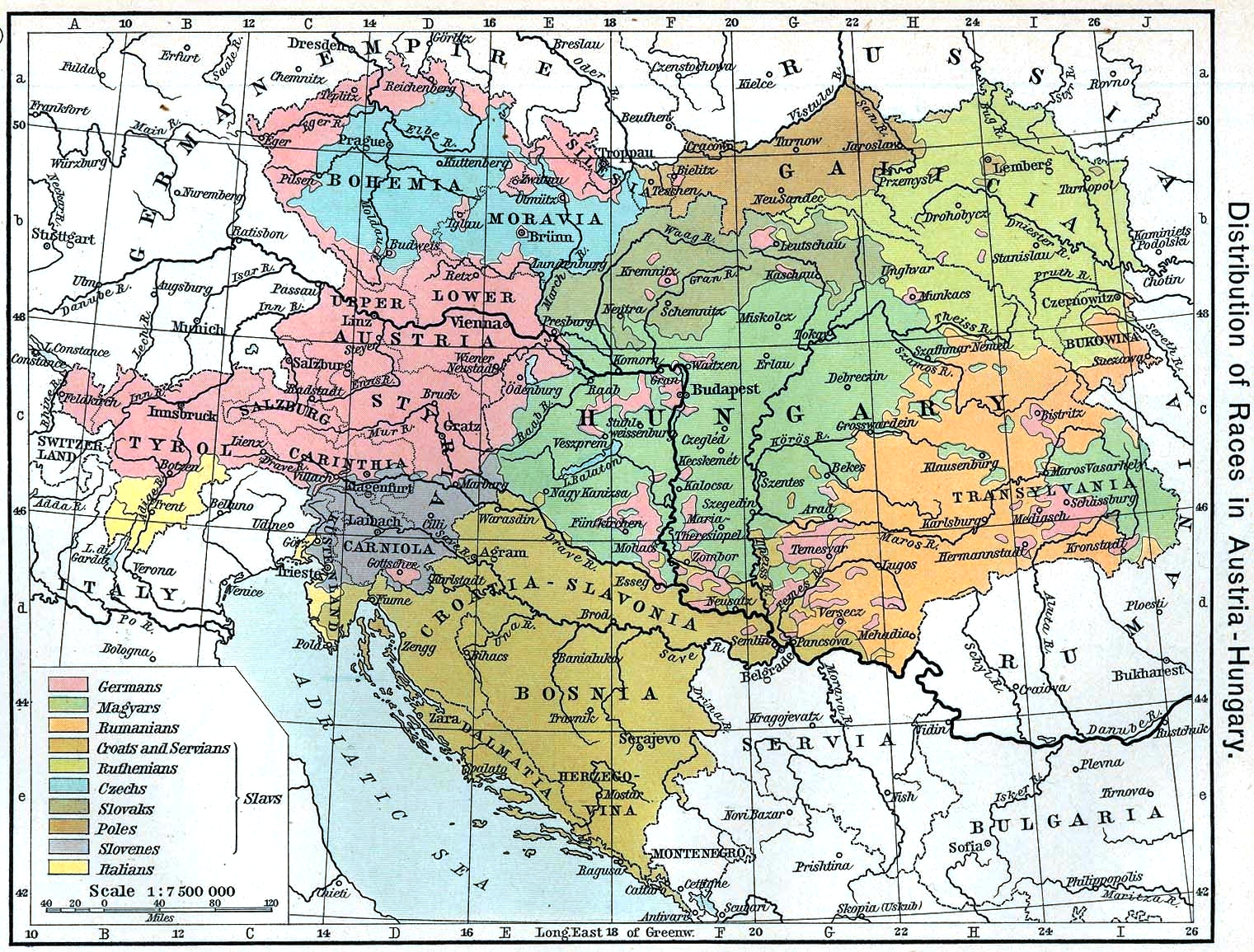
Rozložení národů v Rakousku-Uhersku z Historického atlasu Williama R. Shepherda, 1911

V roce 1848 se Štúr, J. M. Hurban a M. M. Hodža zúčastnili Všeslovanského sjezdu v Praze. Slováci přijali koncepci austroslavismu. ve dnech 15.–16. září 1848 ve Vídni sestavili Slovenskou národní radu, jejímž prvním předsedou byl Jozef Miloslav Hurban, a s podporou českých a chorvatských vlastenců zorganizovali tři vojenské dobrovolnické výpravy proti revolučním maďarským košutovským silám, upírajícím nemaďarským národům Uherska veškerá práva na autonomii.  Jsou vzpomínána jména Čechů (mj. Bernard Janeček, František Alexandr Zach, Josef Václav Frič a Bedřich Bloudek) a Slováků, (mj. Samuel Dobroslav Štefanovič, Štefan Marko Daxner a Ján Francisci-Rimavský) bojujících proti maďarským vojskům .
Dne 19. září 1848 byla Ľudovítem Štúrem v Myjavě vyhlášena nezávislost slovenského národa na Uhersku. Toto nezávisle spravované území bylo však omezené jen na okolí Myjavy, po několika dnech byli dobrovolníci maďarskou gardou a tehdy ještě s ním spojeným císařským vojskem poraženi. Slovenská národní rada na podzim 1849 zanikla.

### Období neoabsolutismu
Po porážce revoluce nový panovník František Josef I. odmítl jakákoliv řešení slovenské otázky, neoabsolutismus ale zaručil alespoň minimální jazyková práva. Čeští politici se po polovině 19. století orientovali na historické právo, zatímco Slováci z pochopitelných důvodů prosazovali přirozené právo, a tak došlo k částečnému rozkolu v cílech obou národů.
V roce 1861 nebyl do uherského sněmu již zvolen žádný Slovák. Slovanské zájmy v něm hájil  Rusín Adolf Ivanovič Dobriansky-Sačurov, spoluzakladatel Matice slovenské.
Dne 12. prosince 1861 slovenská deputace, vedená biskupem Štefanem Moysesem,  předala císaři Memorandum národa slovenského, přijaté a vyhlášené 6.–7. června 1861 v Turčianském svätém Martině.
V roce 1862 byl v Prešově založen Spolek sv. Jana Křtitele (Obščestvo sv. Joana Krestiteľa), který podporoval chudé rusínské studenty. První slovenské gymnázium zahájilo činnost v Revúci, v září 1862 pod vedením Augusta Horislava Škultétyho.
Po roce 1863 nastalo krátké období národního pozdvižení: vznikla Matica slovenská, jejímž prvním předsedou byl Štefam Moyzes, a další dvě gymnázia se slovenským vyučovacím jazykem – evangelické v Turčianskom Sv. Martine a katolické v Kláštore pod Znievom.

## Rakousko-Uhersko

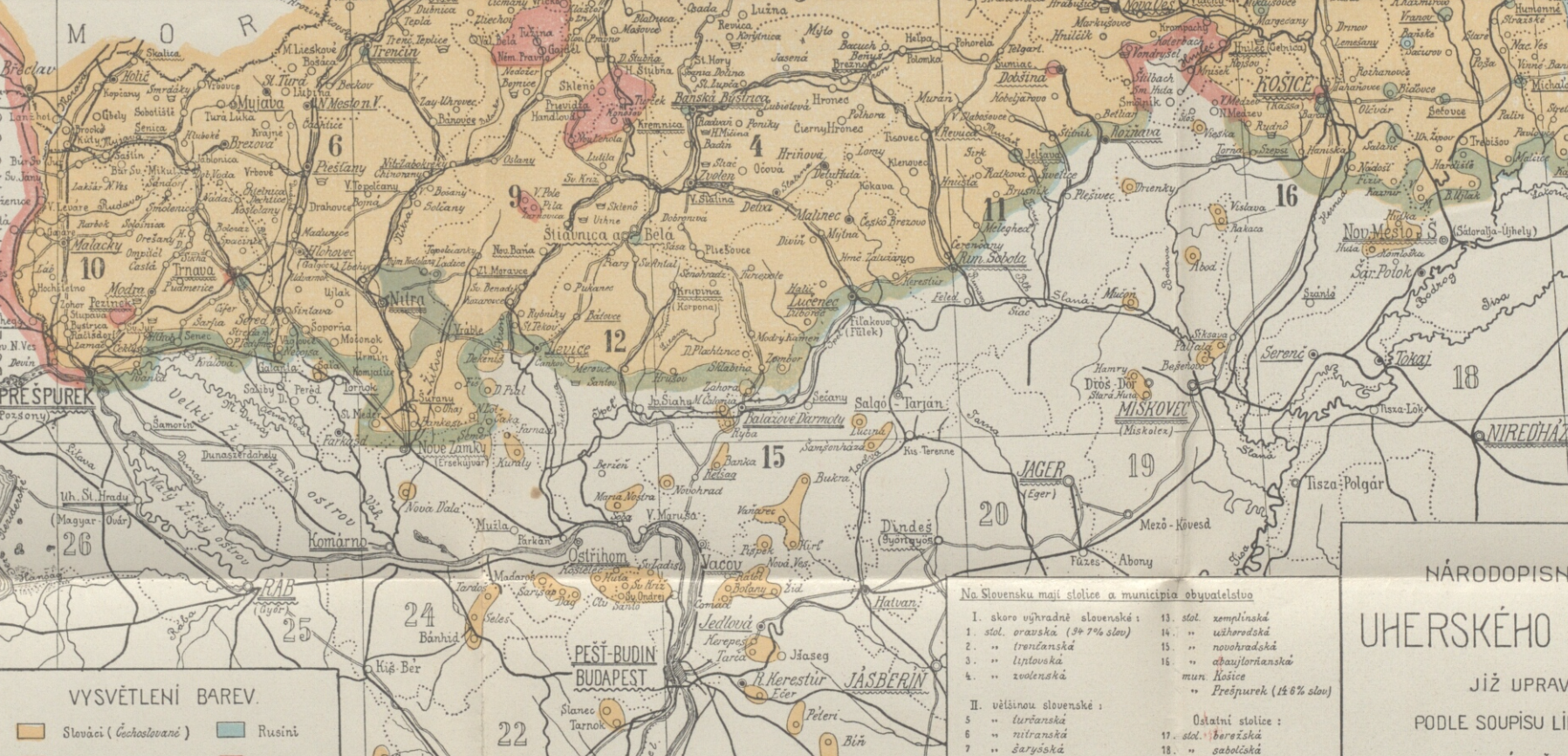
Mapa jižního Slovenska zachycující národnostní menšiny v Horních Uhrách podle sčítání lidu z roku 1900

Po Rakousko-uherském vyrovnání 1868 posílená uherská vláda sáhla k tvrdé maďarizaci. V roce 1871 již na celém území Slovenska zbyly ze slovenských škol jen školy nejnižšího stupně. Existence slovenského národa byla popírána. Matice slovenská byla v roce 1875 rozpuštěna. Maďarizace, nezaměstnanost a bída na venkově ústí v masové vystěhovalectví do USA – tady Slováci tvořili na konci století druhou největší imigrantskou komunitu (po Irech). Slováci hledali spojence mezi dalšími utlačovanými menšinami – Rumuny, Srby a Rusíny. Řada slovenských osobností studovala v Praze, která se stála hlavním centrem nepočetné slovenské inteligence: vznikl zde spolek Detvan, Hlasisté, časopis Prúdy atd.
Hlasisté (mj. Tomáš Garrigue Masaryk, Vavro Šrobár, Pavel Blaho) propagovali zřízení samostatného Československa. Byli odpůrci zastánců federalizace Uher a tím i odpůrci začlenění Slovenska do případné uherské federace.
Začátkem 20. století byl na Slovensku nedostatek slovenských podnikatelů a stále neexistovaly slovenské vysoké a střední školy. V roce 1905 se organizačně osamostatnila slovenská část uherské sociálně demokratické strany. Zpočátku se držela uherského programu této strany. Byla podporována Českoslovanskou sociálně demokratickou stranou dělnickou.
V Černové, dnes části Ružomberku, došlo dne 27. října 1907  během protestů proti vysvěcení kostela, které měl provést namísto suspendovaného místního rodáka Andreje Hlinky jiný kněz, k masakru. Celkem 15 protestujících bylo zastřeleno a desítky zraněno, z toho několik těžce.
Od roku 1908 se slovenská politická reprezentace setkávala každoročně s českými politiky v Luhačovicích.[zdroj?]

## První světová válka a vznik Československa

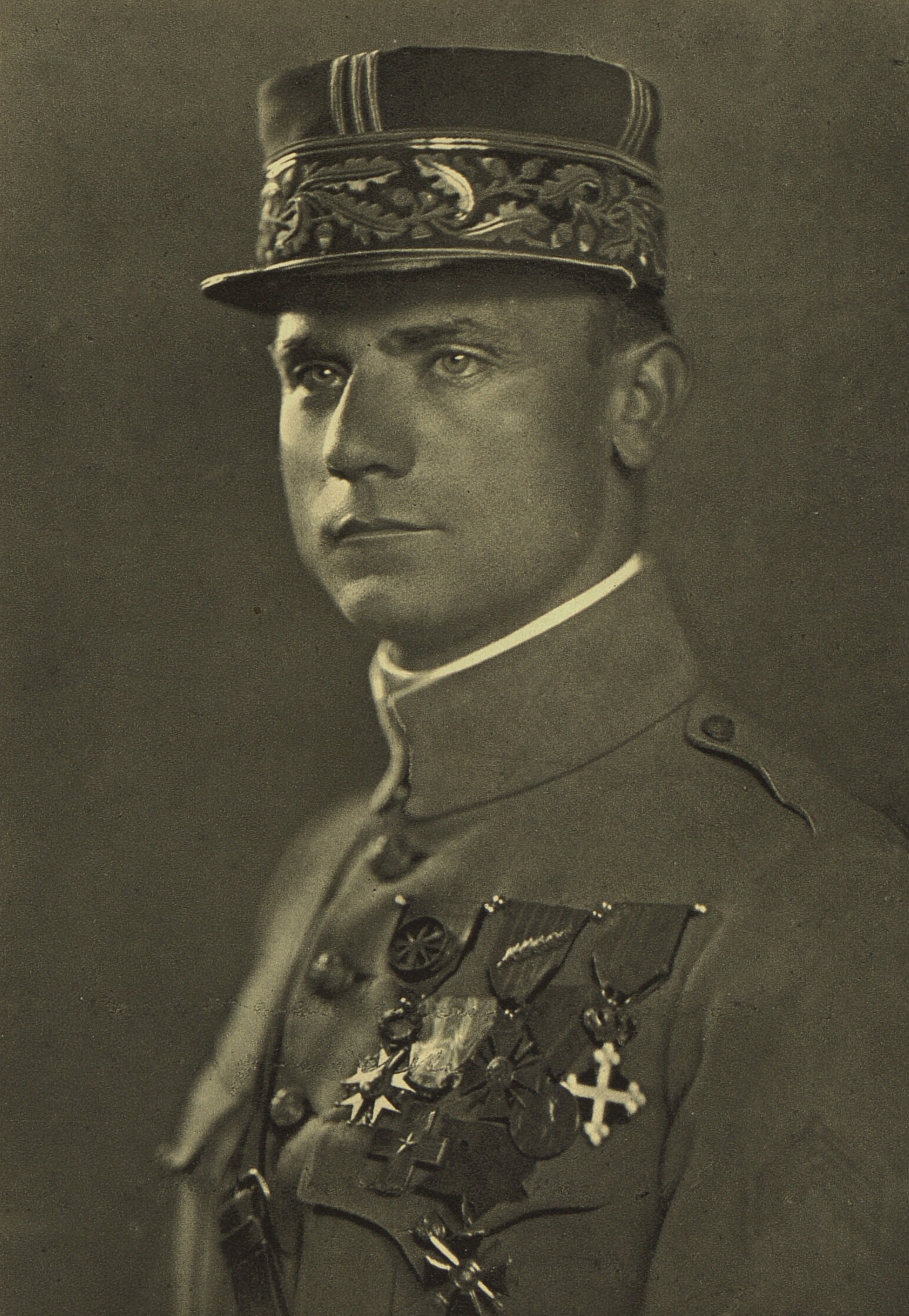
Milan Rastislav Štefánik

Během 1. světové války (od ledna do března roku 1915) probíhala na severovýchodním Slovensku bitva mezi ruskou armádou a vojsky Ústředních mocností, tzv. bitva v Karpatech.
Idea spojení Čechů a Slováků do jednotného státu byla už v roce 1914 natolik konkretizována, že mohla být prezentována u mocností, a to v Paříži, kde Tomáše Garrigue Masaryka a Edvarda Beneše uvedl do diplomatických kruhů a k francouzskému předsedovi vlády Milan Rastislav Štefánik, v Londýně T. G. Masaryk a taky Rusku carovi při vytváření československých legií. V roce 1915 Tomáš Garrigue Masaryk prezentoval ideu Československa v Ženevě.
Dne 22. října 1915 podepsali v Clevelandu zástupci krajanských spolků – Slovenské ligy Ivan Daxner a Albert Pavol Mamatej a Českého národního sdružení Ludvík Fisher a Josef Tvrzický-Kramer Clevelandskou dohodu.
O vytvoření Československé republiky se ze strany slovenské inteligence staral M. R. Štefánik, který jako diplomat ve službách Francie pomohl T.G.Masarykovi a E. Benešovi v kontaktech na představitele mocností. Aktivně organizoval vznik čs. legií především náborem na italské a francouzské frontě a mezi vojenskými zajatci v Rusku a jeho organizační úsilí vedlo k vytvoření disciplinované a akceschopné armády, Československých legií. Jejich existence se stala pádným argumentem ve vyjednávání o vzniku Československa; do legií vstoupilo 5 104 Slováků, z celkového počtu 109 603 legionářů tedy Slováci tvořili pouze 4,7%. Kromě M. R. Štefánika se doma angažovali Milan Hodža a Vavro Šrobár. V roce 1918 se zahraniční i domácí odboj sjednotil na ideji vytvoření společného státu s Čechy.
Dne 30. května 1918 byla v americkém Pittsburghu podepsána zástupci Slovenské ligy v Americe, Českého národního sdružení, Svazu českých katolíků a Tomášem G. Masarykem Pittsburská dohoda, která nahradila Clevelandskou dohodu.
Manifest Karla Habsburského o federalizaci monarchie ze dne 16. října 1918 byl odmítnut USA i dalšími mocnostmi (Francie, Velká Británie); neutrální státy jako Švédsko, Nizozemsko či Švýcarsko jej přijaly skepticky. Manifest neřešil otázku Slovenska, Polska ani Jihoslovanů, pouze Čechům sliboval autonomii. Uhersko mělo zůstat celistvé, včetně Horních Uher, bez jakékoliv změny. V reakci na tento manifest byla český a slovenským odbojem v zahraniči současně vydána Washingtonská deklarace.
Dne 19. října 1918 F. Juriga v Uherském sněmu vyhlásil (latinsky, maďarsky a slovensky), že byla vytvořena Slovenská národní rada, která bude rozhodovat o dalším osudu slovenského národa; bylo to poprvé v historii, kdy na Uherském sněmu zazněla slovenština. V Praze bylo 28. října 1918 vyhlášeno Československo. Dne 30. října 1918 se v Martině sešla skupina slovenských veřejných činitelů – Slovenská národní rada a vyhlásila Martinskou deklarací připojení Slováků k nově vznikajícímu státu. Jako nejvyšší zákonodárný útvar vzniklo Revoluční národní shromáždění, v jeho rámci měl Slovenský poslanecký klub 41 členů. Dr. Vavro Šrobár se stal ministrem pro správu Slovenska. V nově vytvořené dočasné vládě v Paříži pod předsednictvím T. G. Masaryka získal post ministra vojenství Milan Rastislav Štefánik, který při návratu z Itálie tragicky zahynul 4. května 1919 u Bratislavy při havárii letadla. V prosinci 1918 zástupce československé vlády Milan Hodža dohodl po složitých jednáních s maďarským ministrem války demarkační linii slovensko-maďarských hranic. Košice byly obsazeny 29. prosince 1918, čímž zanikla Slovenská ľudová republika, která byl vyhlášená dne 11. prosince téhož roku pod záštitou Maďarska.

## Československo: První republika

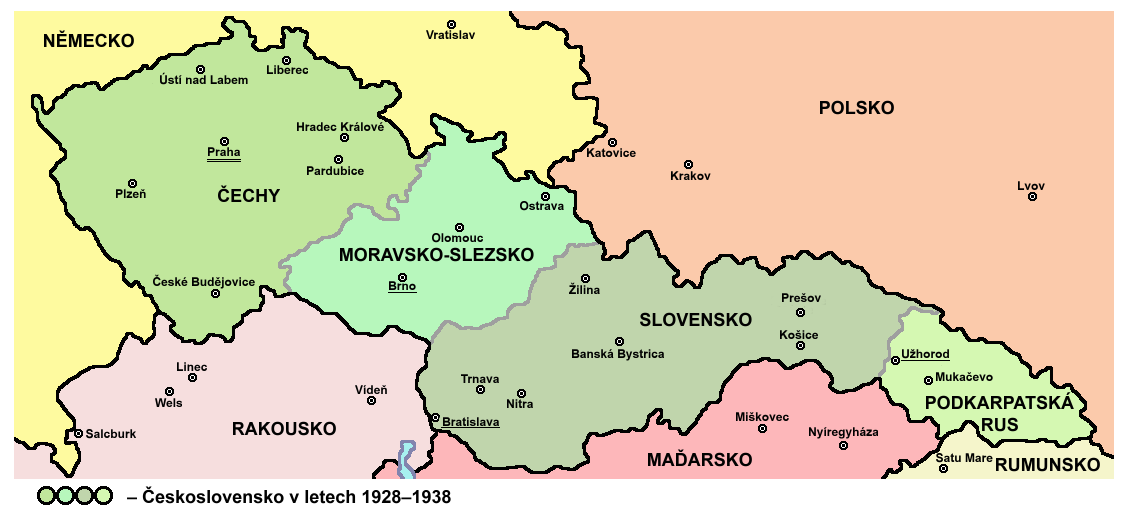

Od dubna 1919 do července 1919 probíhala Maďarsko-československá válka s Maďarskou republikou rad. 16. června 1919 byla v Prešově vyhlášena komunistická Slovenská republika rad, která přestala existovat dne 7. července 1919. Na Slovensku vznikly slovenské dobrovolnické jednotky – Jánošíkova družina, Zbor turčianských dobrovoĺníkov, Dobrovoĺnická družina Slovákov, Tisovskí dobrovoĺníci. Slovenští dobrovolníci se hlásili hlavně ze severních slovenských žup – bojovali zejména v bojích o Zvolen, Banskou Bystrici a Košice. 90 padlých vojáků na straně československého vojska pocházelo ze Slovenska a z Podkarpatské Rusi; 895 padlých vojáků (z toho 640 dobrovolníků) pocházelo z Česka.
12. června 1919 byla na mírové konferenci v Paříži stanovena konečná československo–maďarská hranice, jejíž vymezení pak bylo zahrnuto i do článku 27 Trianonské smlouvy.
Fakticky bylo území Slovenska obsazeno čs. brannou mocí až v průběhu roku 1919.
Současně probíhal Československo-polský spor o Oravu a Spiš, ve kterém si Polsko nárokovalo část Oravy a Spiše a při kterém docházelo k vstupu polského vojska na slovenské území.
V situaci, kdy většina poštovních zaměstnanců na Slovensku mluvila maďarsky, museli být na Slovensko za účelem zajištění poštovního, telefonního a telegrafního spojení vysláni poštovní zaměstnanci české národnosti. Jen z obvodu pražského poštovního ředitelství bylo vysláno přes 1 500 zaměstnanců. Obdobně byli na Slovensko vysíláni čeští policisté a lékaři.
V roce 1919 byla založena první slovenská univerzita – Univerzita Komenského v Bratislavě; zpočátku zde působili převážně čeští profesoři. V roce 1920 bylo založeno Slovenské národní divadlo.
V rámci Československa získalo Slovensko jako země Slovenská (slovensky krajina Slovenská) samosprávu, ne však autonomii. Autonomii prosazovala Hlinkova slovenská ľudová strana, která se stala nejsilnější slovenskou politickou stranou.
Kladné stránky ČSR:
- výnosem vlády od listopadu 1918 byla poprvé uzákoněna slovenština jako státní a vyučovací jazyk na území Zemi Slovenské, přičemž se čeština považuje za rovnocenný jazyk. Rušilo se tím používání maďarského jazyka jako státního a vyučovacího jazyka na Slovensku;
- školství – vytvoření slovenského školství – Univerzita Komenského v Bratislavě
- kulturní přínos – obnovení a rozšíření působení Matica slovenská jako legální instituce, založení Slovenské národní divadlo
- demokratizace – všeobecné volební právo – svoboda projevu – volnost náboženského sdružování
- sociální přínos: dělnickým hnutím prosazena osmihodinová pracovní doba, podpory v nezaměstnanosti
- mohutný rozvoj dopravní a průmyslové infrastruktury, zakládání nových měst (např. zlínskou firmou Baťa byly založeny dnešní Partizánske a Svit)

Problémy Slovenska v ČSR:
- ekonomické: krach řady průmyslových podniků [27][28][29] v období hospodářské krize, nedostatečná pozemková reforma, diskriminační dopravní tarify
- politické: ignorování snahy o autonomii či jiné adekvátní řešení slovenské otázky, idea československého národa hlásaná T. G. Masarykem, ignorování předcházejících dohod – ústních i Pittsburské dohody, nerovnoměrné zastoupení Slováků v armádě a na všech stupních státní správy (z třináctitisícového důstojnického sboru bylo 435 Slováků).

## Druhá republika

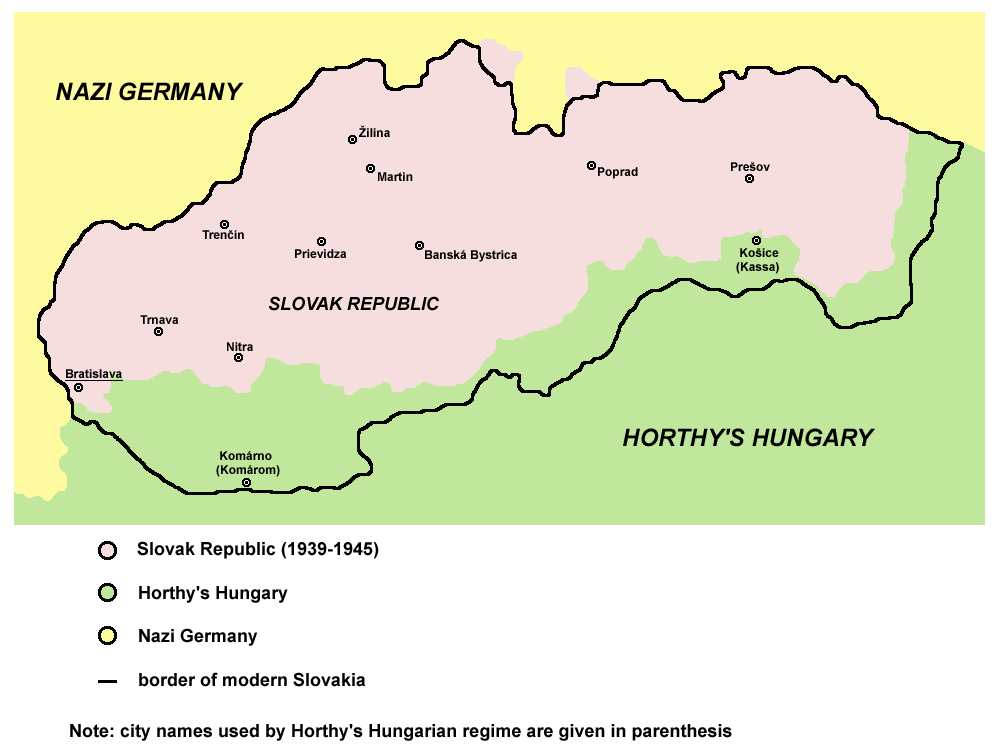
Mapa Slovenské republiky s vyznačením hranic současného Slovenska

Po Mnichovské dohodě došlo v říjnu 1938 k okleštění Československa. V důsledku napětí způsobeného přijetím Mnichovské dohody schválilo Národní shromáždění Ústavní zákon o autonomii Slovenské země, čímž Slovensko získalo v rámci Československa autonommní postavení. Na Slovensku vznikla autonomní vláda v čele s Jozefem Tisem, která převzala moc nad autonomní Slovenskou zemí. Česko-Slovensko bylo následně přinuceno přijmout Vídeňskou arbitráž, v jejímž důsledku byly jižní slovenské okresy postoupeny Maďarsku. Zdeněk Kárník uvádí, že v postoupeném území bylo i souvislé slovenské osídlení kolem Nových Zámků, Vráblů, Hurbanova a Košic. Slovensko tak ztratilo přibližně pětinu svého území (10 390 km2 území s 854 218 obyvateli, z toho se k Slovákům a Čechům hlásilo 272 154 obyvatel a k Židům další 3% obyvatel), včetně významných měst Košice či Komárno. Na Slovensku žilo 937 osob polské národnosti, přesto si Polsko vymohlo území na Oravě a Spiši o rozloze 226 km2, na kterém žilo 4 280 obyvatel.

## Slovenský stát (1939–1945)
Dne 14. března 1939 se slovenská politická reprezentace pod tlakem Hitlera a hrozbou anexe Slovenska fašistickým horthyovským Maďarskem rozhodla vyhlásit nezávislý Slovenský stát. Počátkem roku 1939 Adolf Hitler zesílil svůj tlak na premiéra autonomní vlády Jozefa Tisa, kterého pod hrozbou rozdělení Slovenska mezi Maďarsko a Polsko nabádal k vyhlášení slovenské samostatnosti. Tiso tomuto nátlaku 14. března 1939 podlehl a na jeho doporučení pak slovenský sněm ještě téhož dne vyhlásil samostatnou Slovenskou republiku.
V nově vzniklé Slovenské republice, která měla všechny znaky samostatného státu, se ustanovil totalitní politický systém, přičemž vůdčí úlohu zaujala Hlinkova slovenská ľudová strana. Prezidentem a později vůdcem Slovenské republiky se stal předseda HSĽS, Jozef Tiso. Své suverenity se nová republika vzdala podpisem tzv. Ochranné smlouvy, načež se slovenský stát stal jedním ze satelitů nacistického Německa. Již 23. března 1939 pak horthyovské Maďarsko zaútočilo na východní Slovensko, načež došlo mezi oběma sousedy ke krátkému vojenskému konfliktu známemu jako tzv. Malá válka. Maďarské oddíly okupovaly nejvýchodnější část slovenského území a bombardovaly město Spišská Nová Ves. Po zastavení bojů bylo Slovensko donuceno podstoupit Maďarsku pás území hraničící s někdejší Podkarpatskou Rusí (části okresů Snina a Sobrance, kde žilo přibližně 40 000 obyvatel.

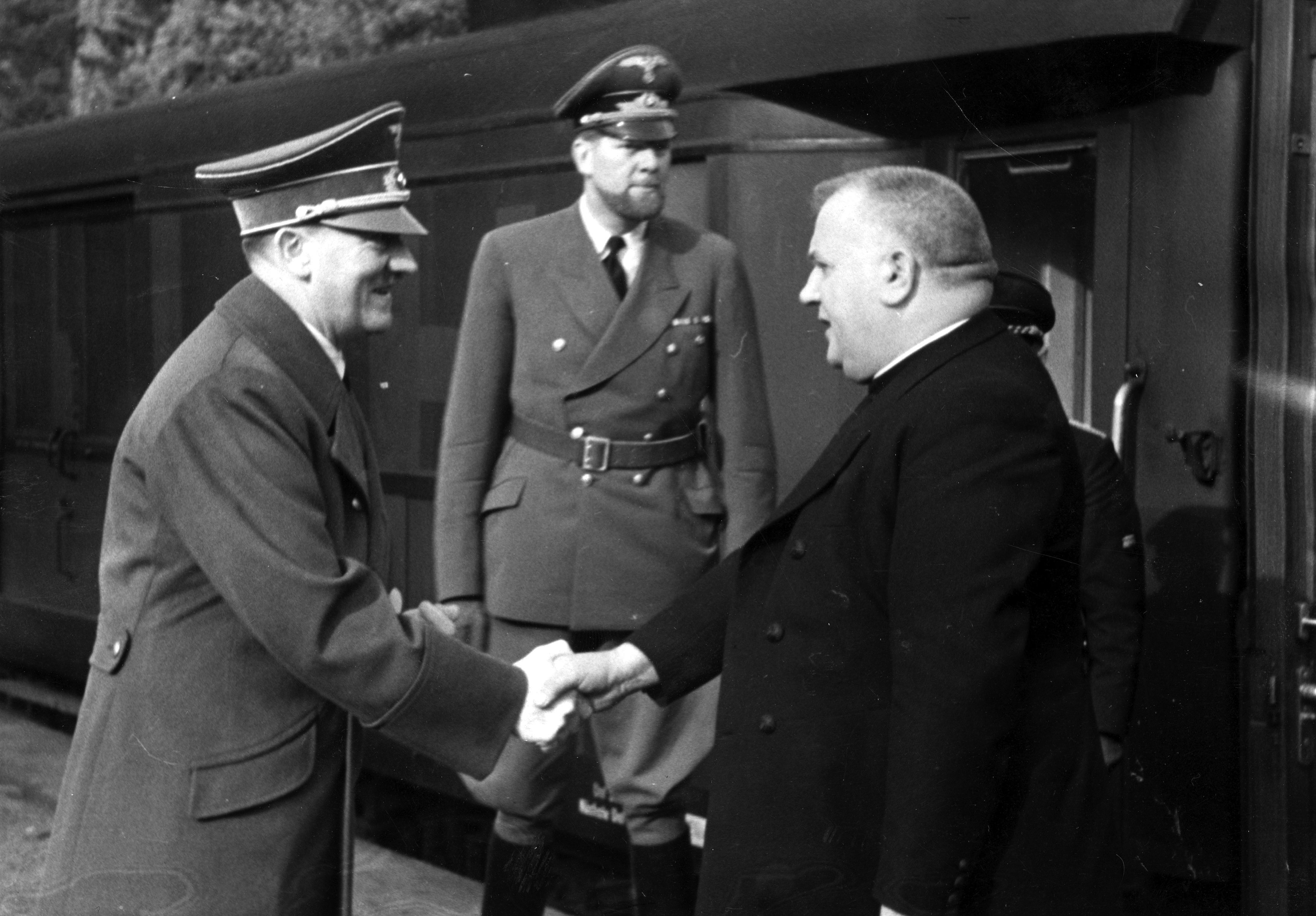
Setkání Jozefa Tisa s Adolfem Hitlerem v říjnu 1941

V prvních letech druhé světové války se ľudácký režim především díky hospodářské konjunktuře způsobené německou válečnou poptávkou těšil poměrně značné loajalitě většiny domácího obyvatelstva. Růst ekonomiky a možnost práce v Německu eliminovaly předválečnou nezaměstnanost a podpoře režimu nahrávalo i srovnání s nepříznivým osudem Poláků či Čechů. Do války na straně Třetí říše se slovenské oddíly poprvé zapojily během tažení proti Polsku, za což byly ke Slovensku opětovně připojeny dříve ztracené části Oravy a Spiše. V roce 1941 se slovenská armáda zúčastnila invaze do Sovětského svazu. Tehdy začal ve slovenské společnosti sílit odpor k pokračující válce a k nedemokratickému režimu, který zostřoval pronásledování svých odpůrců a v souladu s nacistickou ideologií přikročil k plošné perzekuci židovského a romského obyvatelstva. Během holocaustu, na kterém se Slovenská republika podílela vyvezením většiny slovenských židů do nacistických koncentračních táborů, bylo usmrceno přibližně 75 000 slovenských židů. Impulz pro aktivizaci místního odboje přinesly tvrdé německé porážky v roce 1943. Nespokojenost slovenské společnosti s fašistickým režimem a válkou vyvrcholila během Slovenského národního povstání – SNP, které na středním Slovensku vypuklo 29. srpna 1944. Jeho předčasné vypuknutí způsobené prozrazením, špatná organizace i vedení, nasazení elitních německých jednotek, a opoždění Karpatsko-dukelské operace přivodily porážku povstalců. Po obsazení Banské Bystrice, centra povstání, 27. října vydal velitel povstalců generál Rudolf Viest 28. října rozkaz k přechodu na partyzánský boj. Části partyzánů se podařilo ve slovenských horách přečkat zimu a někteří přešli na druhou stranu fronty.
Na podzim roku 1944 probíhala na severovýchodním Slovensku Karpatsko-dukelská vojenská operace, a to v rámci Východokarpatské vojenské operace.
Postup Rudé armády (spolu s armádou Rumunska a 1. československým armádním sborem) přivodil na jaře roku 1945 porážku německých sil. 4. dubna 1945 byla osvobozena Bratislava, odkud uprchli čelní představitelé ľudáckého režimu. Dočasná československá vláda, která dorazila na osvobozené slovenské území přijala 5. dubna během zasedání v Košicích tzv. Košický vládní program. Poslední zbytek slovenského území byl osvobozen 3. května 1945, čímž Slovenská republika de facto zanikla. Na osvobozeném slovenském území došlo k obnovení Československa.

## Obnovení Československa

### Poválečné územní vypořádání
V souvislosti s předáním Podkarpatské Rusi SSSR roku 1945, obsadily sovětské jednotky i úzký pruh slovenského území s dnes ukrajinským městem Čopem. Československá vláda tuto okupaci akceptovala. Dne 2. dubna 1946 pak byla ke Slovensku připojena předtím podkarpatoruská obec Lekárovce, jejíž občané již delší dobu usilovali o připojení ke Slovensku. Hranice Československa byly na jihu Slovenska obnoveny v předválečné linii, protože hranice území obsazené horthyovským Maďarskem na základě tzv.Vídeňské arbitráže z 1939 byly anulovány a potvrzeny ve stavu před Mnichovskou smlouvou, která byla anulována taky.

### Výměna obyvatelstva mezi Československem a Maďarskem
Na základě Dohody o výměně obyvatelstva mezi Československem a Maďarskem o výměně obyvatelstva z 27. února 1946 došlo k výměně obyvatelstva mezi Československem a Maďarskem. Dohoda se dotkla hlavně obyvatel Slovenska.

### Výměna obyvatelstva mezi Československem a SSSR
Na základě Protokolu ke smlouvě mezi Československou republikou a SSSR o Zakarpatské Ukrajině z 29. června 1945 a na základě Dohody o právu opce a o vzájemném přesídlení, podepsané v Moskvě dne 1. června 1946, došlo k výměně obyvatelstva mezi Československem a SSSR. Možnost přesídlení využili mj. občané rusínské národnosti.

### Poválečná obnova republiky a program
Slovenská reprezentace – Komunistická strana Slovenska (KSS) i demokratické křídlo přijaly jako základní tezi jednání se zástupci vlády a Benešem heslo „Rovný s rovným“. Na osvobozeném území byl v dubnu 1945 při té příležitosti přijat Košický vládní program. Výsledkem tzv. Pražských dohod (tři v rozmezí 1945–1946) bylo ale budování centralistického modelu státu. Už první dohoda zakotvila asymetrický model institucí (Slovensko disponovalo sněmem i vládou bez protějšku v českých zemích). Tento model vyústil v centralizaci, po vítězství komunistů v českých zemích také pomocí oslabovaní vlivu slovenských orgánů odstavení Demokratické strany od moci. V prvních a na dlouho posledních svobodných volbách po 2. sv. válce v roce 1946 totiž na Slovensku vyhrála Demokratická strana, komunisté však měli většinu v Národním shromáždění.

### Směrování k socialismu
V zimě roku 1948 nepochopení vážnosti situace ze strany všech nekomunistických stran ústí v komunisty vyprovokovanou vládni krizi a následný komunistický převrat, který byl završen 25. února 1948. Při budování socialistického státu byla potlačena úloha přísně národního sebeurčení a dominantní se stala diktatura proletariátu. Nedošlo k zrovnoprávnění slovenského národa,[zdroj?] rozhodování se centralizovalo do Prahy, i když v stranických a státních orgánech pracovalo mnoho Slováků a Komunistická strana Slovenska se stala státní politickou organizací na Slovensku s množstvím členů pracujících v Praze na centrálních vládních orgánech republiky. Na podzim 1947 byly ukončeny soudní procesy s exponenty starého režimu (trest smrti pro Tisa), později v období stalinismu v padesátých letech probíhaly soudní procesy se slovenskými prominenty KSS obviněnými z buržoazního nacionalismu (Vladimír Clementis, Gustáv Husák, Ladislav Novomeský a jiní), s bývalými partyzány, církevními představiteli (Michal Buzalka, Pavel Peter Gojdič, Ján Vojtaššák a mnoho dalších). Kolektivizace prováděná od roku 1949 zasáhla citelně zemědělce. V roce 1950 byla při akci P rozpuštěna slovenská řeckokatolická církev, a její duchovní (spolu s věřícími) byli nuceni přijmout pravoslavnou víru. Nástup prezidenta Novotného roku 1957 přinesl Slovensku nové vykonstruované procesy s „ľudáky“.

#### Československá socialistická republika (1960–1990)

znak z let 1960–1990

Název státu se roku 1960 změnil na Československou socialistickou republiku a současně došlo ke zrušení slovenské vlády nazývané Sbor pověřenců). Postupná rehabilitace části politických odsouzenců (1963). Zvolení Alexandra Dubčeka za 1. tajemníka KSS (1966). Kritika prezidenta Novotného za jeho nemístné poznámky a neúctu při návštěvě Slovenska. Lednové zasedání ÚV KSČ roku 1968 zvolilo za prvního tajemníka A. Dubčeka, začátek pražského jara. Odlišné vnímaní priorit na Slovensku a v českých zemích (federalizace vs. demokratizace) ústí do nejednotnosti při realizaci reformního programu. Invaze sovětských a spojeneckých vojsk varšavské smlouvy v noci z 20. na 21. srpna 1968 zlikvidovala možnosti pokračování reforem; na tzv. moskevských jednáních byla vytvořena osnova budoucí normalizace i personálního obsazení nejvyšších míst (Štrougal, Chňoupek, Vasil Biľak). Prvním tajemníkem KSČ a po roce 1975 prezidentem se stal Gustáv Husák. Ústavní zákon o československé federaci byl přijatý 27. října 1968. Vývoj v socialistické republice přinesl pozitiva v podobě industrializace Slovenska, výstavbě infrastruktury, nebývalého rozvoje školství, kultury, tělovýchovy a zdravotnictví.

## Slovenská socialistická republika v rámci ČSSR

Znak socialistického Slovenska (1960–1990) a Slovenské socialistické republiky (SSR, 1968–1990)

Československo v letech 1969–1990

Od 1. ledna 1969 byly v rámci federalizace Československa vytvořeny dvě národní republiky: Česká a Slovenská. Už v roce 1970 byla ústava změněna ve prospěch centralizace. Financování z centra totalitního režimu neumožnilo řádný rozvoj reálné federace.

### Léta 1969–1971
I když se politické a centrálně hospodářské rozhodování centralizovalo v Praze, sídla některých celostátních výrobně-hospodářských jednotek (VHJ TESLA Spotrebná elektronika koncern) nebo maloobchodních podniků vznikly v Bratislavě (PRIOR obchodné domy; OTEX obchod s textilom Bratislava), přerozdělila se působnost některých podniků zahraničního obchodu (Technopol a.s. Bratislava, Martimex a.s.Martin, Drevounia a.s. Bratislava, Petrimex a.s. Bratislava, Intercoop DPZO Bratislava). Hospodářský život se dynamicky rozvíjel.
Celé hospodářství bylo organizováno podle pětiletých plánů. Ve smyslu centrálního plánu rozvoje země bylo na makroekonomické i na mikroekonomické úrovní bilancováno rozdělení zdrojů ze státního rozpočtu až na plánování výroby a odbytu jednotlivých skupin zboží, centrální plánovací komise zákonem určovala, kde se co bude vyrábět, za jakou cenu, jaké budou mzdy, kolik bude pracovníků v jednotlivých podnicích. Na Slovensku vznikla Slovenská plánovací komise s působností pro SSR.
- 5. pětiletka 1971–1975
- 6. pětiletka 1976–1980
- 7. pětiletka 1981–1985
- 8. pětiletka 1986–1990

Seznam vlád SSR:
- Vláda Štefana Sádovského a Petra Colotky (2. ledna 1969 – 8. prosince 1971, změna předsedy 4. května 1969)
- Druhá vláda Petra Colotky (8. prosince 1971 – 4. listopadu 1976)
- Třetí vláda Petra Colotky (4. listopadu 1976 – 18. června 1981)
- Čtvrtá vláda Petra Colotky (18. června 1981 – 18. června 1986)
- Vláda Petra Colotky, Ivana Knotka a Pavla Hrivnáka (18. června 1986 – 8. prosince 1989, změny předsedů 12. června 1988 a 22. června 1989)

## Pád komunismu a rozpad Československa
Ke konci 80 let sílila občanská aktivita. Vyvrcholením byla tzv. svíčková demonstrace 10 000 lidí na Hviezdoslavě nám. v Bratislavě za církevní a občanská práva a svobody., která byla rozehnána vodními děly a policií.
Již 16. listopadu 1989 studenti vysokých škol v Bratislavě demonstrovali a požadovali občanské svobody. Po zásahu 17. listopadu na Národní třídě v Praze vznikla již po dvou dnech, 19. listopadu, v Bratislavě Verejnosť proti násiliu. Obdobně jako v Praze, tak i v Bratislavě následovala série demonstrací, a to na centrálním na náměstí SNP. Protestující vyjádřili podporu studentům, VPN, OF, disentu, vystoupil rovněž i Václav Havel, A. Dubček a Karel Kryl. Moderátoři byli Milan Kňažko a Ján Budaj. Koncem roku (27. prosince) už byl Václav Havel zvolen československým prezidentem, předsedou Národního shromáždění se stal Alexander Dubček. Začátkem nového roku pak došlo po ostré diskuzi ke změně názvu republiky na Česká a Slovenská Federativní Republika.
První demokratické volby po období komunistického režimu se uskutečnily 8. a 9. června 1990. Při těchto volbách vyhrála VPN, následovalo ji s odstupem KDH, pak také uspěli ještě SNS a Maďarská koalice. Prvním premiérem Slovenska v rámci nové federace se následně stal Vladimír Mečiar. Po roce se od VPN oddělila HZDS, následovalo štěpení KDH.
Patová situace v jednáních o dalším uspořádání česko-slovenských vztahů začala zhoršovat dlouhodobé dobré vztahy mezi Čechy a Slováky. Rostla nespokojenost s postavením Slovenské republiky v rámci federace. Iracionální předsudky byly vyjádřeny heslem „Dosť bolo Havla“. Václavu Havlovi bylo např. vyčítáno, že na Slovensku zrušil zbrojní průmysl. Ke zrušení však došlo proto, že o tanky nebyl zájem. Bylo rozhodnuto uspořádat předčasné volby, a to roku 1992. V nich ve slovenské části federace uspělo HZDS v čele s Vladimírem Mečiarem, kdežto ODS v části české. Představitelé obou republik se už v létě 1992 dohodli na definitivním rozdělení státu na dva samostatné, a to k 1. lednu 1993. Slovenský parlament následně přijal deklaraci o svrchovanosti Slovenské republiky. V reakci na ni podal abdikaci Václav Havel, který s rozdělením země až do poslední chvíle nesouhlasil. Slovenský parlament přijal 1. září 1992 slovenskou ústavu. V tentýž den se odehrála i autonehoda Alexandra Dubčeka, který o dva měsíce později zemřel. Česká a slovenská vláda uzavřely sérii dvoustranných dohod, mezi nimi například dohodu o celní unii. Federální shromáždění přijalo ústavní zákon o zániku ČSFR k 31. prosinci 1992.

## Slovenská republika od 1. ledna 1993

Státní znak Slovenské republiky

Česká republika i Slovenská republika schválily v lidovém referendu v roce 2003 svůj vstup do Evropské unie. Slovenská republika přistoupila ke smlouvě o Severoatlantické alianci v roce 2004 a ve stejném roce 1. května 2004 se společně s deseti dalšími zeměmi stala členem Evropské unie. Od 21. prosince 2007 sdílí v rámci Evropské unie bezhraniční tzv. Schengenský prostor, spolu s Českou republikou, Rakouskem, Polskem a Maďarskem. Od 1. ledna 2009 se stala Slovenská republika členem Eurozóny a vyměnila vlastní měnu, Slovenskou korunu (Sk), za společnou evropskou měnu Euro jako 16. členská země EU.